# Vrh pri Šentjerneju
Vrh pri Šentjerneju je naselje u slovenskoj Općini Šentjerneju. Vrh pri Šentjerneju se nalazi u pokrajini Dolenjskoj i statističkoj regiji Donjoposavskoj regiji. 

## Stanovništvo
Prema popisu stanovništva iz 2002. godine naselje je imalo 122 stanovnika.